# 夢想流
夢想流（むそうりゅう）とは、上泉権右衛門秀信（上泉孫四郎(孫次郎)義胤、石森権右衛門秀秋、上泉大学秀秋、岡村新之丞、民弥権右衛門宗重）が開いた居合流派。上泉流、無楽流上泉派、家流ともいう。
上泉秀信は上泉信綱の孫であったとされるが、父である上泉行綱(信綱三男・石森源左衛門行綱)が新陰流剣術を学ばせず、長野無楽斎から無楽流居合を学ばせたと伝えられる。
やがて秀信は、尾張藩の剣術師範となっていた柳生利厳（柳生兵庫介）のもとを訪れ、そこで利厳の高弟・高田為長（高田三之丞）と試合をした。結果は、1本目のみ高田が勝ったが、2本目以降は上泉が勝った。
また、柳生利厳（柳生兵庫介）と試合、互角であったとも云う。
これにより、柳生家の門弟や尾張藩の多くの者が入門したという。
秀信の弟子の中で若林勝右衛門尚信(是入斎)が最も傑出し当流を継承した。尚信は晩年、もはや居合を遣えなくなったと悟り、隠居して、「是入」と号した。そして居合を遣えない以上、刀を帯びていても無駄という考えから、隠居後は全く刀を持たなかったという。
若林尚信は藩主・徳川光友にも指南し、以後、尾張藩では当流の師範が代々置かれた。